# Unión Deportiva San Andrés y Sauces
La Unión Deportiva San Andrés y Sauces es un club de fútbol del municipio de San Andrés y Sauces, en la isla de La Palma. Desde 1986 es el equipo representativo del municipio por la provincia de Provincia de Santa Cruz de Tenerife. Ascendió en 2010 a la Tercera División de España Grupo XII, por la renuncia de varios equipos a jugar en dicha categoría. Tras múltiples problemas económicos tras disputar una temporada en categoría nacional el equipo desaparece en el verano de 2012.En 2021 retorna a la competición en la Primera Regional de La Palma.

## Historia
La Unión Deportiva San Andrés y Sauces se funda en 1986. Anteriormente el representante balompédico del municipio ea el Atlético Sauces que había sido fundado en 1979.
El club empieza a competir en regionales contra otros equipos de La Palma, hasta que en la temporada 2004/05 consigue el ascenso a Preferente.
El equipo se estrena en la máxima categoría regional con el claro objetivo de dar una paso más y llegar a las categorías nacionales, así el equipo realiza un gran esfuerzo económico en busca de un ascenso que llegaría en la temporada 2010/11, tras haber perdido el play off de ascenso antes el Estrella Club de Fútbol el equipo palmero fue repescado para el ascenso al haber renunciado un total de hasta 5 equipos en la Tercera División de España Grupo XII. Así pues la temporada 2011/12 fue la del debut del equipo palmero en el fútbol nacional, que pese a conseguir quedar en una honrosa decimosegunda posición de la mano de Adolfo Pérez como entrenador, descendería ese mismo año por problemas económico, abandonando el fútbol nacional de la misma forma a la que llegó, por temas económicos. Su plaza en Tercera División para la temporada 2012/13 fue ocupada por la U.D.Ibarra. En el verano de 2012 se anuncia que por los problemas económicos el equipo competiría en Preferente, pero en el municipio de Tegueste en la vecina isla de Tenerife, tras llegar a un acuerdo con el CD Porezuelo por el cual los directivos del conjunto teguestero asumían la dirección del equipo palmero haciéndolo jugar en la isla de Tenerife.

### Derbis
Si bien es cierto que la Unión Deportiva San Andrés y Sauces no contaba con ningún rival directo, cabe destacar los duelos que ha disputado con equipos de pueblos cercanos como el Unión Deportiva Norte, Unión Deportiva Puntallana o el extinto Unión Deportiva La Palma.

## Estadio
El equipo saucero juega sus encuentros como local en el Estadio Municipal Llano Clara, inaugurado en 1992 con un partido del Atlético Sauces. Cuenta con una capacidad para unos 2000 espectadores. Solía tener unos 200 espectadores de media en la Tercera División.

## Uniforme
- Local: Camiseta, pantalón y medias rojas con toques blancos.
- Visitante: Camiseta, pantalón y medias blancas.
- Alternativo: Camiseta, pantalón y medias negras.

## Todas las temporadas
| Temporada | División    | Posición | Copa del Rey |
| --------- | ----------- | -------- | ------------ |
| 1990/91   | 2.ªRegional | 5.º      |              |
| 1991/92   | 2.ªRegional | 3º       |              |
| 1992/93   | 2.ªRegional | 3º       |              |
| 1993/94   | 2.ªRegional | 3.º      |              |
| 1994/95   | 2.ªRegional | 4.º      |              |
| 1995/96   | 2.ªRegional | 2.º      |              |
| 1996/97   | 2.ªRegional | 1º       |              |
| 1997/98   | 1.ªRegional | 15.º     |              |
| 1998/99   | 2.ªRegional |          |              |
| 1999/00   | 2.ªRegional | 1º       |              |
| 2000/01   | 1.ªRegional | 12.º     |              |
| 2001/02   | 1.ªRegional | 8.º      |              |
| 2002/03   | 1.ªRegional | 5.º      |              |
| 2003/04   | 1.ªRegional | 1º       |              |

| Temporada | División     | Posición | Copa del Rey |
| --------- | ------------ | -------- | ------------ |
| 2004/05   | 1.ªRegional  | 1º       |              |
| 2005/06   | Preferente   | 10.º     |              |
| 2006/07   | Preferente   | 18.º     |              |
| 2007/08   | Preferente   | 8.º      |              |
| 2008/09   | Preferente   | 3.º      |              |
| 2009/10   | Preferente   | 4.º      |              |
| 2010/11   | Preferente   | 2.º      |              |
| 2011/12   | 3.ª División | 12.º     |              |
| 2012/13   | Preferente   | 17.º     |              |
| 2021/22   | 1.ªRegional  | 7.º      |              |
| 2022/23   | 1.ªRegional  | 2.º      |              |
| 2023/24   | 1.ªRegional  | 3.º      |              |

### Datos del Club
- Temporadas en 3.ªDivisión: 1
- Temporadas en Preferente: 7
- Temporadas en 1.ªRegional: 9
- Temporadas en 2.ªRegional: 9